# Thanks for the Memory: The Great American Songbook, Volume IV
Thanks for the Memory: The Great American Songbook 4 es el vigésimotercer álbum de estudio del cantante británico Rod Stewart, lanzado el 18 de octubre de 2005 por el sello J Records. Además es el cuarto y último volumen de The Great American Songbook. La producción quedó a cargo de Clive Davis, Bob Mann y Steve Tyrell, mientras que Jeri Jeiden de la dirección artística. Alcanzó el segundo lugar en las listas Billboard 200, Top Canadian Albums y Top Internet Albums. Los temas «I've Got My Love To Keep Me Warm» y «I've Got A Crush On You» también entraron en el conteo Adult Contemporary en las posiciones veintidós y diecinueve, respectivamente. Recibió una recepción negativa por parte de los sitios Allmusic, Rolling Stone y Entertainment Weekly.

## Recepción crítica
Stephen Thomas Erlewine de Allmusic le dio dos estrellas de cinco, y opinó que «no hay buenas grabaciones». La revista estadounidense Rolling Stone simplemente le dio una estrella de cinco. Chris Willman de Entertainment Weekly le dio una D y una crítica generalmente negativa.

## Lista de canciones
1. «I've Got a Crush on You» (George Gershwin, Ira Gershwin) (dúo con Diana Ross) - 3:08
2. «I Wish You Love» (Léo Chauliac, Charles Trenet, Albert A. Beach) - 3:38
3. «You Send Me» (Sam Cooke) (dúo con Chaka Khan) - 3:36
4. «Long Ago and Far Away» (Jerome Kern, I. Gershwin) - 3:11
5. «Makin' Whoopee» (Walter Donaldson, Gus Kahn) (dúo con Elton John) - 3:44
6. «My One and Only Love» (Guy Wood, Robert Mellin) (con Roy Hargrove) - 3:25
7. «Taking a Chance on Love» (Vernon Duke, John Latouche, Ted Fetter) - 3:27
8. «My Funny Valentine» (Richard Rodgers, Lorenz Hart) - 2:49
9. «I've Got My Love to Keep Me Warm» (Irving Berlin) - 3:09
10. «Nevertheless (I'm in Love with You)» (Harry Ruby, Bert Kalmar) (con Dave Koz) - 3:50
11. «Blue Skies» (Berlin) - 2:43
12. «Let's Fall in Love» (Harold Arlen, Ted Koehler) (con George Benson) - 3:15
13. «Thanks for the Memory» (Leo Robin, Ralph Rainger) - 3:11
14. «Cheek to Cheek» (Irving Berlin) (solo en las versiones japonesa y británica) - 3:28
15. «I've Grown Accustomed To Her Face» (Frederick Loewe, Alan Jay Lerner) (solo en la versión británica) - 3:14

- Fuente:[1]